# Veliki vrh (Polovnik)
Veliki vrh – szczyt górski o wysokości 1768 m n.p.m. i wybitności 161 metrów, znajdujący się na terenie Alp Julijskich w Słowenii.

## Geografia
Góra położona na grzbiecie Polovnik. Znajduje się pomiędzy Gminą Bovec, a Gminą Kobarid. W pobliżu znajduje się także Krasji vrh (1773 m n.p.m.). Pod górą przepływają rzeki Socza oraz Slatnica i znajdują się wsie Trnovo ob Soči, Magozd oraz Drežniške Ravne. Od południowej strony znajduje się szczyt Javoršček.

## Dostęp
Wymieniona jest większość znakowanych szlaków turystycznych:
- Magozd - Veliki vrh 5 h 30 min